# Омбене
Омбене (фр. Ambenay) насеље је и општина у северној Француској у региону Горња Нормандија, у департману Ер која припада префектури Евре.
По подацима из 2011. године у општини је живело 563 становника, а густина насељености је износила 33,51 становника/km². Општина се простире на површини од 16,8 km². Налази се на средњој надморској висини од 205 метара (максималној 213 m, а минималној 165 m).

## Демографија
| 1962. | 1968. | 1975. | 1982. | 1990. | 1999. | 2011. |
| ----- | ----- | ----- | ----- | ----- | ----- | ----- |
| 475   | 502   | 535   | 471   | 512   | 465   | 563   |

График промене броја становника у току последњих година